# フロントン
フロントン(Fronton)は、フランス南部のオクシタニー地域圏オート＝ガロンヌ県にあるコミューン。

## 地理
オート・ガロンヌ県の県庁所在地トゥールーズの北北東約28kmの所にある。16の村で構成されるフロントン小郡の庁舎がある。